# Йолли, Юлиус фон (языковед)
Юлиус фон Йолли (нем. Julius von Jolly; 28 декабря 1849, Гейдельберг — 24 апреля 1932; Вюрцбург) — немецкий языковед, санскритолог и историк. Сын Иоганна Филиппа Густава фон Йолли, брат Людвига и Фридриха фон Йолли.

## Биография
Юлиус фон Йолли родился 28 декабря 1849 года в городе Гейдельберге.
Профессор сравнительного языковедения и санскритского языка в Вюрцбурге, много путешествовал с научными целями по Индии. 
Главные труды Йолли: «Ein Kapitel vergleichender Syntax» (Мюнхен, 1872); «Geschichte des Infinitivs im Indogermanischen» (Мюнхен, 1873); «Die Sprachwissenschaft, Whitneys Vorlesungen bearbeitet und erweitert» (Мюнхен, 1874); «Schulgrammatik und Sprachwissenschaft» (Мюнхен, 1874); «Outlines of an history of the Hindu law of partition, inheritance and adoption» (Калькутта, 1885); «Minor Law-books» (ч. 1, Оксфорд, 1889: т. 33 «Sacred Books of the East»).
Юлиус фон Йолли умер 24 апреля 1932 года в городе Вюрцбурге.